# Val de Chaise
Val de Chaise est, depuis le 1er janvier 2016, une commune nouvelle française située dans le département de la Haute-Savoie en région Auvergne-Rhône-Alpes. Elle est issue de la fusion des communes de Cons-Sainte-Colombe et de Marlens.

## Géographie

### Situation

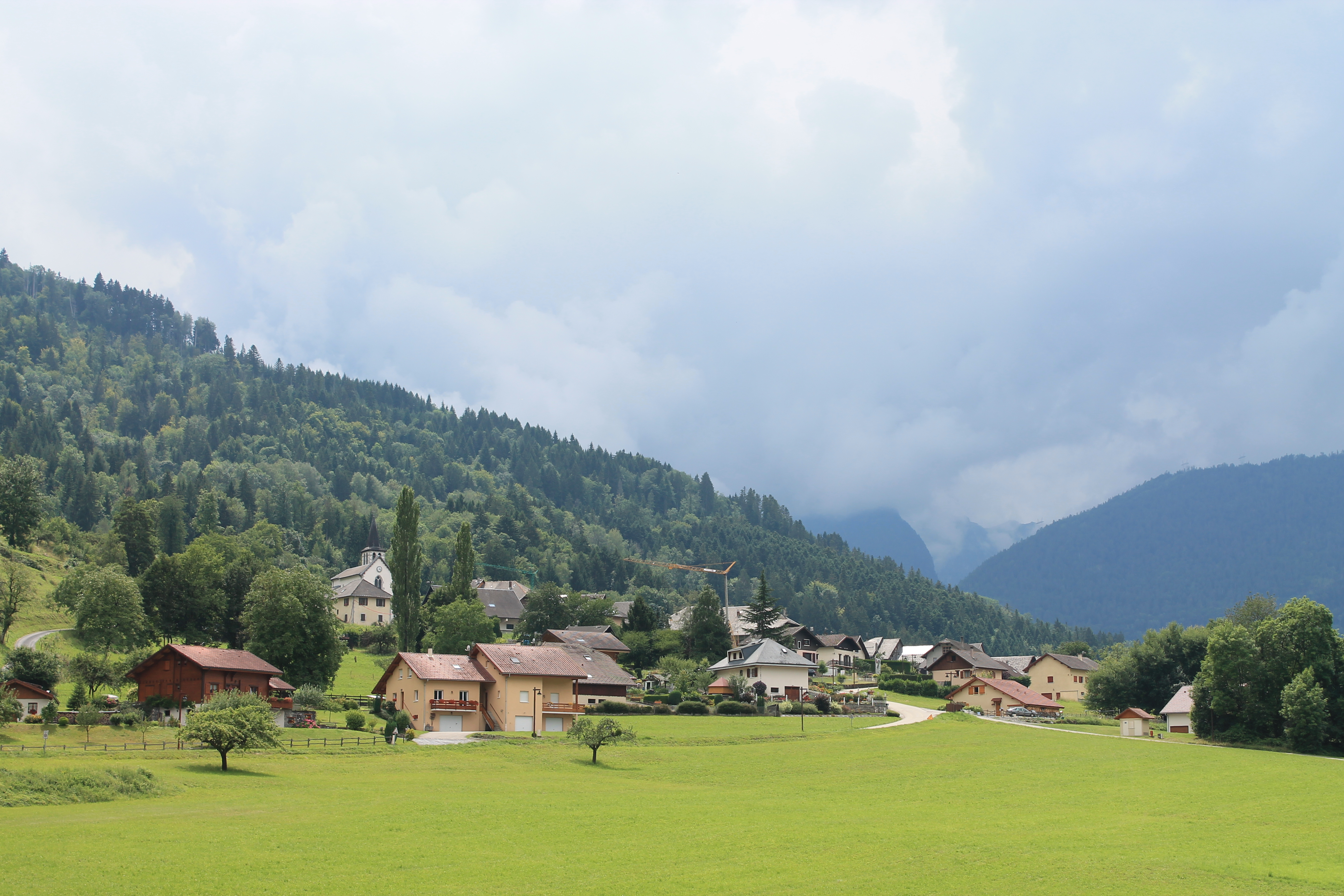
Vue du village de Cons-Sainte-Collombe.

Val de Chaise se situe dans le Sud du département de la Haute-Savoie en région Auvergne-Rhône-Alpes, au contact de la limite avec le département de la Savoie.
Val de Chaise se trouve dans la vallée située en amont de la cluse et du lac d'Annecy, appelée vallée de Faverges, puis plus récemment pays de Faverges. Celui-ci appartient donc à l'ensemble plus vaste qu'est le bassin annécien, tout en formant une sous-entité bien distincte.

### Communes limitrophes
| - OpenStreetMap Limite communale |

### Hydrologie
Le fond de la vallée est parcouru par la rivière de la Chaise, qui se dirige vers Ugine pour rejoindre la rivière de l'Arly,. Le torrent de la Chaise prend sa source dans le massif des Bornes, au niveau de la Riondaz, située au pied du mont Charvin.

### Voies de communication et transports
La commune à proximité de l'axe de l'ex-RN508 aujourd'hui Route départementale 1508 qui se dirige au nord vers Annecy, via Faverges, et au sud vers Albertville, via Ugine. Dans cette direction, il est possible de rejoindre l'autoroute A41, située à 19 km à la sortie d'Albertville, permettant de se diriger vers les stations de sports d'hiver de la vallée de la Tarentaise ou de rejoindre la combe de Savoie menant à la vallée de Maurienne ou les métropoles de Chambéry ou de Grenoble. En remontant vers le nord, en traversant Annecy, il est également possible de rejoindre l'autoroute A430 (sortie Annecy-sud à 25 km ou Annecy-nord à 28 km) permettant de se rendre vers la vallée de l'Arve à l'est ou de se diriger vers Chambéry, via Aix-les-Bains à l'ouest. On peut éventuellement rejoindre l'autoroute A40, dite « Autoroute Blanche » en empruntant l'ancienne RN508 direction Frangy.
Le village est relié au reste du département et aux villes du département voisin par un service de car journalier assurant la liaison Annecy-Albertville par la société Voyages Crolard (Groupe Transdev), membre du réseau Lihsa (lignes interurbaines de Haute-Savoie). Il s'agit de la Ligne 51 dont les autocars effectuent de façon quotidienne dans la direction d'Annecy et sept à destination d'Albertville. Les arrêts pour la commune se trouvent dans la plaine, sur les bords de la RN508.
À partir d'Annecy, on peut se connecter au réseau ferré de la plate-forme multimodale de la gare d'Annecy. Pour les vols internationaux, on peut emprunter soit l'aéroport français de Lyon-Saint-Exupéry (environ 145 km et 1 h 40), soit plus proche de Genève Cointrin en Suisse (environ 70 km et 1 h 00).
La commune est également parcourue par une piste cyclable ou voie verte, dite du lac d'Annecy, implantée sur l'ancien tracé de chemin de fer, longeant la RD1508, entre Annecy et Albertville, s'arrêtant pour la Haute-Savoie au niveau de Marlens,. Le dernier tronçon reliant Giez à Marlens a été réalisé entre 2004-2005. Elle mesure 30 km de long,. Elle est gérée par le Syndicat intercommunal du lac d'Annecy (SILA). Cette piste cyclable est considérée comme l'une des plus fréquentées de France. Cette ancienne ligne de chemin de fer disposait d'une gare sur la commune.
On peut se rendre également à Annecy par bateau grâce à l'une des trois liaisons journalières proposées par la Compagnie des bateaux du lac d'Annecy.

## Urbanisme

### Typologie
Au 1er janvier 2024, Val de Chaise est catégorisée bourg rural, selon la nouvelle grille communale de densité à sept niveaux définie par l'Insee en 2022.
Elle est située hors unité urbaine. Par ailleurs la commune fait partie de l'aire d'attraction d'Annecy, dont elle est une commune de la couronne,. Cette aire, qui regroupe 79 communes, est catégorisée dans les aires de 200 000 à moins de 700 000 habitants,.

## Toponymie
Le nom de la commune est un toponyme faisant référence à la portion de vallée — le val — où s'écoule la rivière de la Chaise qui traverse la commune. L'origine de cet hydronyme est latine casa, désignant un lieu habité. La forme Aqua Chesie signifie « l'eau de la Chaise, l'eau qui passe à la Chaise. » Le torrent est mentionné en 1375 sous la forme Aqua Chesie, puis Chèze en 1807.

## Histoire
Le 15 octobre 2015, les conseils municipaux des communes de Marlens et Cons-Sainte-Colombe se sont réunis et ont décidé le regroupement de leurs communes respectives sous le nom de « Val de Chaise ». Saint-Ferréol a un temps participé au projet avant de se rétracter.
L'arrêté préfectoral du 9 novembre 2015 créant la commune reprend la graphie « Val de Chaise » choisie par les conseillers municipaux, graphie ensuite reprise par le Code officiel géographique et par la presse locale, graphie non conforme aux règles de typographie française, car elle aurait dû être « Val-de-Chaise » avec des traits d'union, comme on la rencontre sur des sites web, voire un arrêté ministériel connexe.
La création de la nouvelle commune est effective depuis le 1er janvier 2016 par la fusion de ces communes, sous le régime juridique des communes nouvelles, instauré par la loi no 2010-1563 du 16 décembre 2010 de réforme des collectivités territoriales.
Un nouveau projet de fusion entre le chef-lieu de canton, Faverges-Seythenex (7 800 habitants) et la commune de Doussard (3 500 hab.), est envisagé en 2017. Les communes voisines comme Val-de-Chaise ainsi que Chevaline, Giez, Lathuile et Saint-Ferréol sont également invitées à participer au projet.

## Politique et administration

### Situation administrative
La commune appartient au Canton de Faverges-Seythenex dans l'arrondissement d'Annecy. La ville de Faverges-Seythenex en est le bureau centralisateur.
Elle est aussi membre de la communauté de communes des Sources du Lac d'Annecy (ex-CC du pays de Faverges), et qui comporte six autres communes du pays de Faverges. Elles font suite à l'ancien SIVOM de Faverges.

### Administration municipale
Le siège de la commune se trouve au village de Marlens,.

### Liste des maires
| Période      | Période                       | Identité          | Étiquette | Qualité |
| ------------ | ----------------------------- | ----------------- | --------- | ------- |
| janvier 2016 | En cours (au 10 janvier 2016) | Nicolas Blanchard |           |         |

### Communes déléguées
| Nom                 | Code Insee | Intercommunalité       | Superficie (km2) | Population (dernière pop. légale) | Densité (hab./km2) |
| ------------------- | ---------- | ---------------------- | ---------------- | --------------------------------- | ------------------ |
| Marlens (siège)     | 74167      | CC du Pays de Faverges | 15,23            | 909 (2013)                        | 60                 |
| Cons-Sainte-Colombe | 74084      | CC du Pays de Faverges | 3,47             | 372 (2013)                        | 107                |

## Population et société

### Démographie
L'évolution du nombre d'habitants est connue à travers les recensements de la population effectués dans la commune depuis sa création.

En 2022, la commune comptait 1 401 habitants, en évolution de +3,47 % par rapport à 2016 (Haute-Savoie : +6,01 %, France hors Mayotte : +2,11 %).
| 2014  | 2019  | 2022  |
| ----- | ----- | ----- |
| 1 305 | 1 383 | 1 401 |

## Économie

### Tourisme
Le pays de Faverges est tourné vers le tourisme avec notamment la présence du lac d'Annecy, les stations de ski de La Sambuy-Seythenex, du Val de Tamié et de Montmin, ainsi que l'exploitation du riche patrimoine local (musées, châteaux, etc.). Val de Chaise dispose également d'un site rénové et pédagogique libre d'accès des anciens fours à chaux (village de Cons-Sainte-Collombe). La promotion touristique du pays de Faverges et de la commune se fait par l'intermédiaire de l'office du tourisme de la communauté de communes, « Sources du lac d’Annecy ». L'office de tourisme cantonal, mis en place dans les années 1980, est installé dans l'ancienne mairie de la ville de Faverges.

## Culture locale et patrimoine

### Lieux et monuments

#### Patrimoine religieux
- Église de Marlens (XIXe siècle), placée sous le patronage de Saint Ours, un des lieutenants de Saint Maurice d'Agaune[17].
- Église de Cons-Sainte-Colombe (XIXe siècle), placée sous le patronage de Colombe de Sens[18].

#### Patrimoine rural

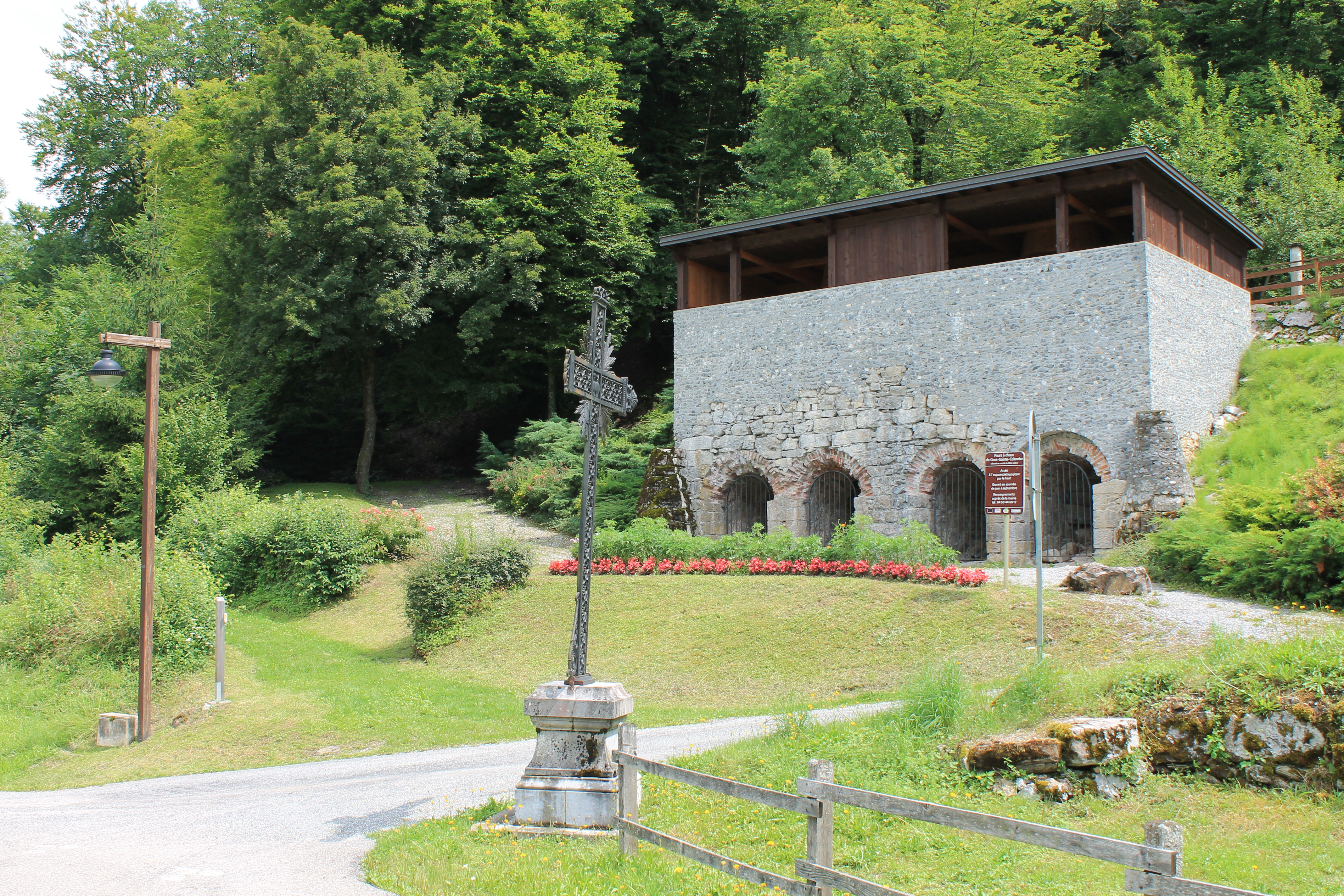
Fours à chaux, rénovés en 2003-2004.

- Fours à chaux (village de Cons-Sainte-Collombe), exploités de 1750 à 1878, qui servirent à de nombreuses constructions locales (églises ou même le bâtiment de la préfecture de la Haute-Savoie). Ils ont été rénovés en 2003-2004 et l'ensemble a remporté le Prix de la région pour le patrimoine en 2008[19].

#### Patrimoine naturel
La commune possède trois espaces classés zone naturelle d'intérêt écologique, faunistique et floristique (ZNIEFF) : les « Massifs orientaux des Bauges », « Ensemble des pelouses sèches de la Cluse d'Annecy » et « Chaîne des Aravis ». Une partie du territoire de la commune appartient au Site d'importance communautaire des Aravis, classé site Natura 2000 de la Haute-Savoie.
La commune se trouve également à proximité du parc naturel régional du Massif des Bauges, qui a obtenu en septembre 2011 le label international soutenu par l’UNESCO, Geopark, devenant ainsi la 1re réserve cynégétique (faune sauvage) et 3e Géopark de France (87e mondial). Ce label récompense la politique du parc de promotion de la richesse géologique du massif des Bauges.

## Pour approfondir